# Ptychadena anchietae
Espèce
Synonymes
- Rana anchietae Bocage, 1868 "1867"
- Rana abyssinica Peters, 1881
- Rana gondokorensis Werner, 1908 "1907"
- Rana aberae Ahl, 1925 "1923"
- Rana oxyrhynchus migiurtina Scortecci, 1933

Statut de conservation UICN

 LC  : Préoccupation mineure

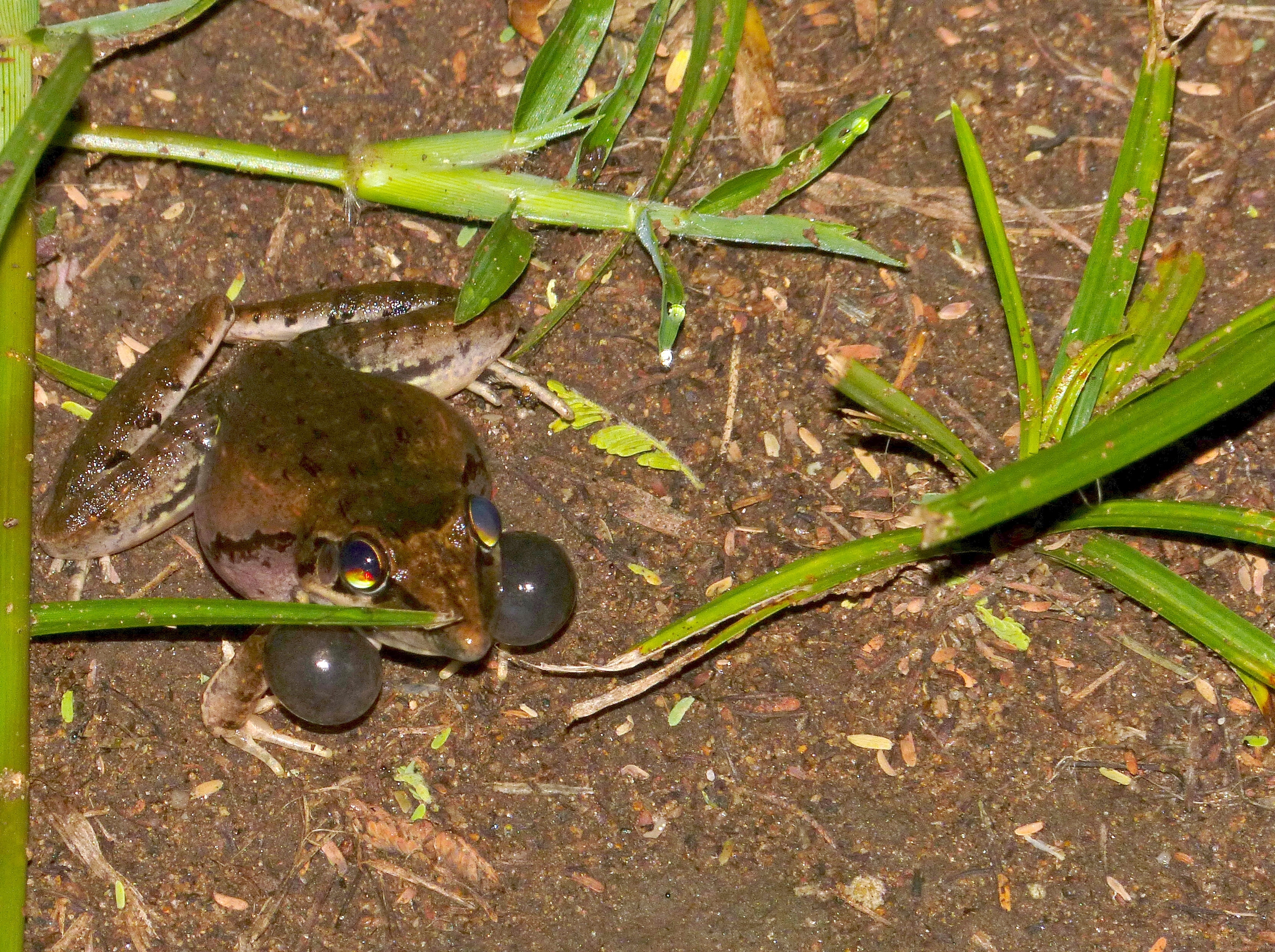
Ptychadena anchietae

Ptychadena anchietae est une espèce d'amphibiens de la famille des Ptychadenidae.

## Répartition
Cette espèce est endémique de l'Afrique. Elle se rencontre en Afrique du Sud, en Angola, au Botswana, à Djibouti, en Érythrée, en Éthiopie, au Kenya, au Malawi, en Mozambique, en Namibie, en Ouganda, en Somalie, au Soudan, au Soudan du Sud, en République du Congo, en République démocratique du Congo, au Swaziland, en Tanzanie, en Zambie et au Zimbabwe,.

## Étymologie
Cette espèce est nommée en l'honneur de José Alberto de Oliveira Anchieta (1832-1897).

## Publication originale
- Bocage, 1868 "1867" : Batraciens nouveaux de l'Afrique occidentale (Loanda et Benguella). Proceedings of the Zoological Society of London, vol. 1867, p. 843-846 (texte intégral).